# Возрождение (Княгининский район)
Возрожде́ние — посёлок в Княгининском районе Нижегородской области России. Административный центр Возрожденского сельсовета.

## География
Посёлок находится на юго-востоке центральной части Нижегородской области, в зоне хвойно-широколиственных лесов, к западу от автодороги 22К-0044, на расстоянии приблизительно 14 км (по прямой) к юго-востоку от Княгинино, административного центра района.
Климат
Климат характеризуется как умеренно континентальный, с коротким тёплым летом и холодной снежной зимой. Среднегодовая температура — 3,6 °C. Средняя температура воздуха самого тёплого месяца (июля) — 18,7 °C (абсолютный максимум — 37 °C); самого холодного (января) — −12 °C (абсолютный минимум — −45 °C). Среднегодовое количество атмосферных осадков составляет около 582 мм, из которых 65 % выпадает в тёплый период.
Часовой пояс
Посёлок Возрождение, как и вся Нижегородская область, находится в часовой зоне МСК (московское время). Смещение применяемого времени относительно UTC составляет +3:00.

## История
В 2003 году постановлением Законодательного Собрания Нижегородской области посёлку совхоза «Возрождение» присвоено наименование Возрождение.

## Население
| 2002 | 2010 |
| ---- | ---- |
| 589  | ↘568 |

Национальный состав
Согласно результатам переписи 2002 года, в национальной структуре населения русские составляли 81 %.